# 張欣泰
張 欣泰（ちょう きんたい、456年 - 501年）は、南朝宋から斉にかけての軍人。字は義亨。本貫は竟陵郡竟陵県。

## 経歴
宋の左衛将軍の張興世の子として生まれた。欣泰は若くして志操堅固で、軍人の家に生まれたが武事をたしなまず、隷書を好み、諸子や史書を読んだ。欣泰が十数歳のとき、吏部尚書の褚淵のもとを訪れた。褚淵が「張君は弓や馬はどれくらいやるのか」と訊ねると、欣泰は「馬を恐れるほど臆病な性格で、弓を引く力もありません」と答えた。欣泰は州主簿として召し出され、諸王府の補佐官を歴任した。元徽年間、父の張興世が雍州に援助するため、銭三千万を献金しようとしたが、後廃帝に全て横領されてしまった。昇明2年（478年）、張興世が病没したとき、欣泰の兄の張欣華が安成郡に赴任していたため、欣泰は家財に封をして兄の帰郷を待った。
斉の建元初年、寧朔将軍の号を受け、諸官を歴任して尚書都官郎に任じられた。欣泰は早くから蕭賾の歓待を受けた。武帝（蕭賾）が即位すると、欣泰は直閤将軍となり、禁軍を管轄した。豫章王蕭嶷の下で太尉参軍をつとめ、安遠護軍・武陵国内史として出向した。建康に召還されると、再び直閤将軍となり、歩兵校尉に任じられ、羽林監を兼ねた。欣泰は雅俗の諸事に通じていたため、当時の名のある人々と交友を結んだ。あるとき欣泰は鹿皮の冠をつけ、僧侶の衣服を着用し、錫杖を持ち、素琴をたばさんで園池に遊んだ。武帝はその報告を受けると、「将家の子がなぜわざわざこんなことをするのか」と叱責した。また後に欣泰は武帝に従って新林に外出し、護衛を命じられた。しかし欣泰は護衛をさぼって、松の樹の下で酒を飲んで詩を賦していた。制局監の呂文度が見とがめて、武帝にこれを報告した。武帝は激怒して欣泰を外任に左遷することに決めたが、数日して思い直して召還し、「卿は武職で使われることを楽しまない。清貴な官職で卿を処するべきだ」といった。欣泰は正員郎に任じられた。
永明8年（490年）、鎮軍中兵参軍・南平郡内史として出向した。巴東王蕭子響が罪を告発した部下を殺害すると、武帝は中庶子の胡諧之を派遣して江陵を攻撃させることにしたが、このとき欣泰は胡諧之の副将をつとめた。欣泰は軍を夏口にとどめて、利害を説けば、戦わずに蕭子響を捕らえることができるだろうと胡諧之に進言した。しかし胡諧之は聞き入れず江津に進軍して敗れ、尹略を殺害された。蕭子響の乱が鎮圧されると、欣泰は隨王蕭子隆の下で鎮西中兵参軍となり、河東郡内史をつとめた。蕭子隆は欣泰を気に入って、たびたび宴会を開いて歓談し、州府の部局の多くに欣泰を関与させた。典籤がひそかにこのことを上奏すると、武帝は怒って、欣泰を建康に召還させた。欣泰は南岡の下に自宅を置いて蟄居し、雉を弩で射って無聊を慰めた。
明帝が即位すると、領軍長史となり、諮議参軍に転じた。改善すべき20条を明帝に上書したが、そのうちの1条に塔寺の破却が含まれていた。
建武2年（495年）、北魏の軍が斉の鍾離城を包囲した。欣泰は軍主となり、崔慧景に従って鍾離を救援した。欣泰は北魏の広陵侯元衍に向かって、鍾離を攻撃する不合理を皮肉交じりに演説した。北魏の敗勢は明らかになりつつあったが、魏軍は邵陽洲に築城しようと図っていた。崔慧景はこれを憂慮したが、欣泰は築城が外面の示威であり、実際には魏軍は斉軍による追撃を恐れていると見抜いた。欣泰は崔慧景の許可をえて、鍾離城下の魏軍に向かい、撤退を勧めた。鍾離城下の魏軍の本隊が撤退し、邵陽洲には1万人ほどの魏兵が取り残された。崔慧景はその補給を断ち、退路を遮断して殲滅しようとした。しかし欣泰は、帰心にはやる敵兵の退路をふさいで死地に追いこむと抵抗が甚大になり、勝敗が逆転することもありうると、崔慧景に諫めた。そこで崔慧景は包囲を緩めて、孤立していた魏兵の撤退を許した。ときに領軍の蕭坦之が鍾離への援軍として来ていたが、建康に帰ると、邵陽洲の魏兵1万人を崔慧景・欣泰が解き放ったと、明帝に報告した。このため明帝は欣泰や崔慧景らに報賞を与えなかった。
建武4年（497年）、欣泰は営陽郡太守として出向した。永元元年（499年）、建康に召還された。永元2年（500年）、崔慧景が反乱を起こして建康を包囲すると、欣泰は城内で軍を率いて防戦にあたった。崔慧景が敗死すると、欣泰は輔国将軍の号を受け、廬陵王蕭宝源の下で安東司馬をつとめた。
永元3年（501年）3月、欣泰は東昏侯により持節・都督雍梁南北秦四州郢州之竟陵司州之隨郡諸軍事・雍州刺史に任じられた。欣泰は東昏侯を打倒すべく、弟の張欣時・太子右率胡松・元の南譙郡太守王霊秀・直閤将軍鴻選・苟勵・劉霊運ら十数人と盟約した。欣泰らは東昏侯の派遣した馮元嗣や楊明泰を斬り、梅蟲児に重傷を負わせたが、茹法珍を取り逃がした。王霊秀は建安王蕭宝寅を石頭城に迎え、数百人を率いて台城に向かったが、宮門が閉ざされていたため、まもなく逃げ散ってしまった。台城内にいた欣泰らも、同志の鴻選が動こうとせず、孤立した。欣泰らは収監されて処刑された。享年は46。

## 伝記資料
- 『南斉書』巻51 列伝第32
- 『南史』巻25 列伝第15